# Sheldon Adelson
Sheldon Gary Adelson (Boston, 4 augustus 1933 – Malibu, 11 januari 2021) was een Amerikaans magnaat.
Adelson was bestuursvoorzitter van Las Vegas Sands, het moederbedrijf van Venetian Macao Limited, dat het luxehotel The Venetian en de expositiehal Sands Expo uitbaat. Hij was tevens eigenaar van de Israëlische krant Israel Hayom. Volgens de Forbes 400, een lijst van de 400 rijkste Amerikanen, was Adelson in 2020 de op achttien na rijkste Amerikaan. Zijn persoonlijk vermogen werd in januari 2021 op 35,1 miljard dollar geschat. In 2012 werd hij door het Amerikaanse opinieblad Time op de lijst van de top 100 meest invloedrijke personen geplaatst.
Adelson was getrouwd met Miriam Adelson. Samen doneerden zij geld aan medische onderzoekscentra en joodse scholen. Hij was een van de grootste geldschieters van de campagne van Donald Trump voor de Amerikaanse presidentsverkiezingen van 2016 en 2020. Adelson lobbyde bij Trump voor de verhuizing van de Amerikaanse ambassade in Israël van Tel Aviv naar Jeruzalem.
Adelson overleed in januari 2021 op 87-jarige leeftijd in zijn huis in Malibu aan de gevolgen van non-hodgkinlymfoomkanker. De miljardair werd begraven in Mount of Olives Cemetery in Jeruzalem.
- Gemeinsame Normdatei: 1224944976
- International Standard Name Identifier: 0000 0003 8325 6118
- Library of Congress Control Number: no2012123470
- Nationale Bibliotheek van Polen: a0000003045437
- Nederlandse Thesaurus van Auteursnamen: 383734010
- Système universitaire de documentation: 17485627X
- Virtual International Authority File: 268917602
- WorldCat: E39PBJdRyhWfQbHb8H8Mhg8Hmd